# Następcy 3
Następcy 3 (ang. Descendants 3) – amerykański film z serii Disney Channel Original Movies, kontynuacja filmów Następcy i Następcy 2. W główne role ponownie wcielają się Dove Cameron, Cameron Boyce, Booboo Stewart, Sofia Carson, Mitchell Hope i China Anne McClain. Amerykańska premiera odbyła się 2 sierpnia 2019 roku. Polska premiera odbyła się 11 października 2019 roku na kanale Disney Channel.

## Obsada
| Aktor | Rola                                        | Polski dubbing        |
| --- | ------------------------------------------- | --------------------- |
| Dove Cameron | Mal (córka Diaboliny)                       | Agata Paszkowska      |
| Cameron Boyce | Carlos De Vil (syn Cruelli)                 | Maciej Falana         |
| Booboo Stewart | Jay (syn Jafara)                            | Stefan Pawłowski      |
| Sofia Carson | Evie (córka „Złej Królowej”)                | Karolina Bacia        |
| Mitchell Hope | Ben (syn Belle i Bestii)                    | Maksymilian Bogumił   |
| China Anne McClain | Uma (córka Urszuli „Morskiej Wiedźmy”)      | Julia Wieniawa        |
| Cheyenne Jackson | Hades (ojciec Mal)                          | Krzysztof Szczepaniak |
| Dan Payne | król Bestia (ojciec Bena)                   | Jacek Król            |
| Keegan Connor Tracy | królowa Bella (matka Bena)                  | Agnieszka Fajlhauer   |
| Brenna D'Amico | Jane (córka Wróżki Chrzestnej)              | Justyna Kowalska      |
| Melanie Paxson | Dobra Wróżka (matka Jane)                   | Lucyna Malec          |
| Sarah Jeffery | Audrey (córka Aurory i Philippa)            | Aleksandra Radwan     |
| Judith Maxie | królowa Leah (matka Aurory i babcia Audrey) | Elżbieta Kijowska     |
| Bobby Moynihan (głos) | Stary (pies Carlosa)                        | Tomasz Jarosz         |
| Thomas Doherty | Harry Hook (syn kapitana Hooka)             | Marcin Sosiński       |
| Dylan Playfair | Gil (syn Gastona)                           | Sebastian Perdek      |
| Jadah Marie | Celia (córka Dr Faciliera)                  | Maja Kwiatkowska      |
| Jamal Sims | Dr Facilier (ojciec Celii)                  | Jakub Szydłowski      |
| Jedidiah Goodacre | Chad Charming (syn „Kopciuszka”)            | Karol Osentowski      |
| Zachary Gibson | Doug (syn krasnoludka Gapcia)               | Józef Pawłowski       |
| Anna Cathcart | Dizzy Tremaine (córka Drizelli)             | Zofia Modej           |
| Linda Ko | Lady Tremaine (babcia Dizzy)                | Agnieszka Kunikowska  |
| W pozostałych rolach: Vanessa Aleksander, Dominika Kachlik, Mateusz Kwiecień, Mateusz Michnikowski, Krystian Pesta, Maria Sobocińska, Jakub Strach, Wiktoria Wolańska, Jakub Zdrójkowski Reżyseria: Artur Kaczmarski Dialogi: Zofia Jaworowska Wersja polska: SDI Media Polska |                                             |                       |

## Produkcja
16 lutego 2018 r. Disney Channel ogłosił produkcję filmu, który Disney miał wyemitować w połowie 2019 r.. Film został napisany i wyprodukowany przez Sarę Parriott i Josann McGibbon, a reżyserem i producentem wykonawczym jest Kenny Ortega. Wendy Japhet jest producentem filmu, a Ortega, Sara Parriott, Josann McGibbon i Japhet również są producentami wykonawczymi. Mark Hofeling i Kara Saun powracają odpowiednio jako scenograf i projektant kostiumów w sequelu. Oprócz grania Dr. Faciliera, Jamal Sims służy również jako choreograf filmu wraz z Ortegą, który był choreografem wszystkich trzech filmów potomków.
Próby i wstępne nagranie filmu rozpoczęły się 23 kwietnia 2018 r. w Vancouver, Kolumbii Brytyjskiej i Kanadzie. Produkcja rozpoczęła się 25 maja 2018 r.. W dniu 18 lipca 2018 r. W mediach społecznościowych odnotowano, że produkcja filmu została „oficjalnie zapakowana”.
Potwierdzono, że jest to ostatni film z serii filmów Następcy.

## Realizacja filmu
Niektóre materiały promocyjne do filmu zostały opublikowane na kanale Disney Descendants na YouTube w lutym 2018 r., jako zwiastun lub pierwsze spojrzenie na produkcję. Pod koniec maja 2019 roku ogłoszono, że premiera filmu odbędzie się 2 sierpnia 2019 roku.
Film krótkometrażowy zatytułowany Na morza dnie: Krótka historia Następców, który ukazuje Mal i Umę w „epickim podwodnym starciu”, został wyemitowany 28 września 2018 roku.
11 lipca 2019 roku Disney ogłosił, że planowana na 22 lipca premiera z czerwonym dywanem została odwołana ze względu na śmierć Camerona Boyce'a. Telewizyjna premiera filmu odbyła się zgodnie z planem, dedykowana pamięci aktora.

## Oglądalność
Premierę filmu w Stanach Zjednoczonych obejrzało 4,59 mln widzów.

## Ścieżka dźwiękowa
Ścieżka dźwiękowa filmu została wydana 2 sierpnia 2019 roku.
Lista utworów:
- Good to Be Bad – Dove Cameron, Sofia Carson, Cameron Boyce, Booboo Stewart, Anna Cathcart, Jadah Marie
- Queen of Mean – Sarah Jeffery
- Do What You Gotta Do – Dove Cameron, Cheyenne Jackson
- Night Falls – Dove Cameron, Cameron Boyce, Sofia Carson, Booboo Stewart, China Anne McClain, Thomas Doherty, Dylan Playfair
- One Kiss – Sofia Carson, Dove Cameron, China Anne McClain
- My Once Upon a Time – Dove Cameron
- Break This Down – Dove Cameron, Cameron Boyce, Sofia Carson, Booboo Stewart, China Anne McClain, Zachary Gibson, Sarah Jeffery, Thomas Doherty, Dylan Playfair, Anna Cathcart, Jadah Marie, Mitchell Hope, Brenna D'Amico
- Dig a Little Deeper – China Anne McClain
- Did I Mention – Mitchell Hope
- Rotten to the Core (D3 Remix) – Dove Cameron, Cameron Boyce, Sofia Carson, Booboo Stewart, China Anne McClain, Sarah Jeffery, Thomas Doherty, Jadah Marie
- Happy Birthday – Sarah Jeffery
- VK Mashup – Dove Cameron, Cameron Boyce, Sofia Carson, Booboo Stewart
- Descendants 3 Score Suite – David Lawrence